# Justicia nodicaulis
Justicia nodicaulis är en akantusväxtart som först beskrevs av Christian Gottfried Daniel Nees von Esenbeck, och fick sitt nu gällande namn av Emery Clarence Leonard. Justicia nodicaulis ingår i släktet Justicia och familjen akantusväxter. Inga underarter finns listade i Catalogue of Life.